# 福島県議会
福島県議会（ふくしまけんぎかい）は、福島県の議事機関（地方議会）。

## 概要
- 常任委員会[1]
  - 総務委員会
  - 企画環境委員会
  - 福祉公安委員会
  - 商労文教委員会
  - 農林水産委員会
  - 土木委員会
- 特別委員会
  - 子育て・健康・医療対策特別委員会
  - 産業振興･雇用・県土再生対策特別委員会
  - 決算審査特別委員会
- 議会運営委員会
- 事務局[2]
  - 総務課
  - 議事課
  - 政務調査課

## 歴史

### 震災と原発事故による選挙延期
福島県議会は他の大半の県と同様に統一地方選挙の日程で改選され、議会の解散も起こっていなかった。しかし、2011年4月に予定されていた第17回統一地方選挙の前、同年3月11日に発生した東北地方太平洋沖地震とそれに伴う震災（東日本大震災）、及び同県双葉郡大熊町・双葉町にある福島第一原子力発電所で発生した大規模な放射能漏れ事故（福島第一原子力発電所事故）により、多くの県民が被災、あるいは居住地域からの避難を余儀なくされた事で、投票が延期され、各議員の任期を延長した。その後、福島県選挙管理委員会は9月8日に、通常9日間となっている選挙期間を1日延長して11月10日告示、同月20日を投票日とする方針を正式に決定し、選挙を実施した。それまでに、福島県議会は5月定例会、6月臨時会、9月定例会・臨時会などを開催した。
この延期に伴い、福島県議会は同様に震災被害が大きかった岩手県議会・宮城県議会とともに各議員の任期満了時期が他の県と変わる事になり、統一地方選挙での実施予定から外れることになった。2015年4月の第18回統一地方選挙でも福島県議会議員選挙は行われず、2015年11月15日に行われた。

## 定数
- 58人[3]

## 会派
議員が議会活動を遂行するために結成するもので、一人会派も可能である。
| 会派名                     | 議員数 | 所属党派                  | 女性議員数 | 女性議員の比率(%) |
| -------------------------- | ------ | ------------------------- | ---------- | ----------------- |
| 自由民主党福島県議会議員会 | 29     | 自由民主党                | 1          | 3.44              |
| 福島県議会県民連合議員会   | 18     | 立憲民主党10人 無所属8人  | 0          | 0                 |
| 日本共産党福島県議会議員団 | 4      | 日本共産党                | 4          | 100               |
| 公明党福島県議会議員団     | 4      | 公明党                    | 0          | 0                 |
| 日本維新・無所属の会       | 2      | 日本維新の会1人 無所属1人 | 1          | 50                |
| One for ALL ふくしま       | 1      | 無所属                    | 0          | 0                 |
| 計                         | 58     |                           | 6          | 10.34             |

出典：福島県議会議員 会派別・期別一覧（令和5年5月2日現在）。2023年福島県議会議員選挙の結果を反映している。　

## 議員報酬等
| 役職   | 議員報酬         | 政務活動費  |
| ------ | ---------------- | ----------- |
| 議長   | 月額 101万0000円 | 月額 35万円 |
| 副議長 | 月額 90万0000円  | 月額 35万円 |
| 議員   | 月額 83万0000円  | 月額 35万円 |

- 別途、年2回期末手当あり
- 政務活動費の残金は県に返還する義務がある
- 議員年金は2011年（平成23年）6月1日で廃止されている

## 各選挙区の定数・区域・選出議員
2011年3月21日時点
- 選挙区数23[7]

2011年4月以降の選挙より
- 選挙区数19[8]

| 選挙区名                     | 定数 | 市町 |
| ---------------------------- | ---- | --- |
| 福島市選挙区                 | 8    | 福島市 |
| 会津若松市選挙区             | 4    | 会津若松市                                                                                                   |
| 郡山市選挙区                 | 10   | 郡山市 |
| いわき市選挙区               | 10   | いわき市 |
| 白河市・西白河郡選挙区       | 3    | 白河市・西白河郡                                                                                             |
| 須賀川市・岩瀬郡選挙区       | 3    | 須賀川市・岩瀬郡                                                                                             |
| 喜多方市・耶麻郡選挙区       | 2    | 喜多方市・耶麻郡                                                                                             |
| 相馬市・相馬郡新地町選挙区   | 1    | 相馬市・相馬郡新地町                                                                                         |
| 二本松市選挙区               | 2    | 二本松市 |
| 田村市・田村郡選挙区         | 2    | 田村市・田村郡                                                                                               |
| 南相馬市・相馬郡飯舘村選挙区 | 2    | 南相馬市・相馬郡飯舘村                                                                                       |
| 伊達市・伊達郡選挙区         | 3    | 伊達市・伊達郡                                                                                               |
| 本宮市・安達郡選挙区         | 1    | 本宮市・安達郡                                                                                               |
| 南会津郡選挙区               | 1    | 南会津郡 |
| 河沼郡選挙区                 | 1    | 河沼郡 |
| 大沼郡選挙区                 | 1    | 大沼郡 |
| 東白川郡選挙区               | 1    | 東白川郡 |
| 石川郡選挙区                 | 1    | 石川郡 |
| 双葉郡選挙区                 | 2    | 双葉郡 |
| 合計（定数）                 | 58   | 「福島県議会議員の定数並びに選挙区及び各選挙区において 選挙すべき議員の数に関する条例」(平成21年3月改正)より |

## 主な福島県議会議員出身者

### 国会議員
- 小熊慎司（衆議院議員）
- 玄葉光一郎（衆議院議員）
- 坂本竜太郎（衆議院議員）

### 元国会議員
- 荒井広幸（参議院議員）
- 木幡弘道（衆議院議員）
- 太田豊秋（参議院議員）
- 渡部篤（参議院議員）
- 田畑金光（衆議院議員、第2代いわき市長）
- 岩城光英（参議院議員、元法務大臣、第4代いわき市長）
- 鈴木省吾（参議院議員）
- 上坂昇（衆議院議員）
- 菅波茂（衆議院議員）
- 助川良平（衆議院議員）
- 天野光晴（衆議院議員）
- 渡部恒三（衆議院議員）
- 坂本剛二（衆議院議員）
- 滝沢幸助（衆議院議員）
- 田畑金光（衆議院議員）
- 鈴木久（衆議院議員）
- 鈴木正一（参議院議員）
- 増子輝彦（参議院議員）
- 添田増太郎（参議院議員）
- 棚辺四郎（参議院議員）
- 和田洋子（参議院議員）
- 斎藤文昭（衆議院議員）
- 渡部行雄（衆議院議員）
- 志賀一夫（衆議院議員）
- 菅家一郎（衆議院議員、第32-34代会津若松市長）
- 吉野正芳（衆議院議員）

### 首長
- 中田武雄（第3代いわき市長）
- 四家啓助（第5代いわき市長）
- 櫛田一男（第6代いわき市長）
- 渡辺敬夫（第7代いわき市長）
- 瀬戸孝則（第11代福島市長）
- 本田仁一（第4代田村市長）
- 三保恵一（初代・第3代二本松市長）
- 立谷秀淸（第6代相馬市長）
- 遠藤忠一（第4・5代喜多方市長）
- 青木久（第3代郡山市長）
- 原正夫（第5代郡山市長）
- 猪俣良記（第5代会津若松市長）
- 橋本克也（第7代須賀川市長）
- 杉山純一（会津美里町長）
- 吉田栄光（浪江町長）
- 横山蔵人（元浪江町長）
- 馬場有（元浪江町長）
- 岩本忠夫（元双葉町長）
- 成井英夫（元白河町長）
- 塩田金次郎（元石川町長）

### その他
- 真山祐一（元衆議院議員。落選後に県議に初当選）